# Ignace Tax
Johann Ignace Tax est un footballeur puis entraîneur autrichien, naturalisé français, né le 9 avril 1909 à Vienne et mort le 7 janvier 1977 à Perpignan. Évoluant au poste d'inter, milieu de terrain à vocation offensive, il débute en professionnel au SC Wacker Vienne (1927-30) puis passe une saison au First Vienna (1931), meilleur club autrichien à l'époque.
Il joue au Servette de Genève entre 1931 et 1935 puis est recruté par l'AS Saint-Étienne.
Naturalisé français après l'Anschluss de mars 1938, il porte le maillot vert jusqu'en 1940, à cette date il est mobilisé et fait prisonnier de guerre. Il est joueur-entraîneur de l'AS Saint-Étienne de 1943 à 1945 puis entraîneur de 1945 à 1950.
Une allée porte son nom près du stade Geoffroy-Guichard.